# Bulgarie au Concours Eurovision de la chanson 2016
La Bulgarie est un des pays participant au Concours Eurovision de la chanson 2016 à Stockholm, en Suède. Le pays est représenté par Poli Genova et sa chanson If Love Was A Crime, sélectionnées en interne par le diffuseur bulgare BNT.

## Processus de sélection

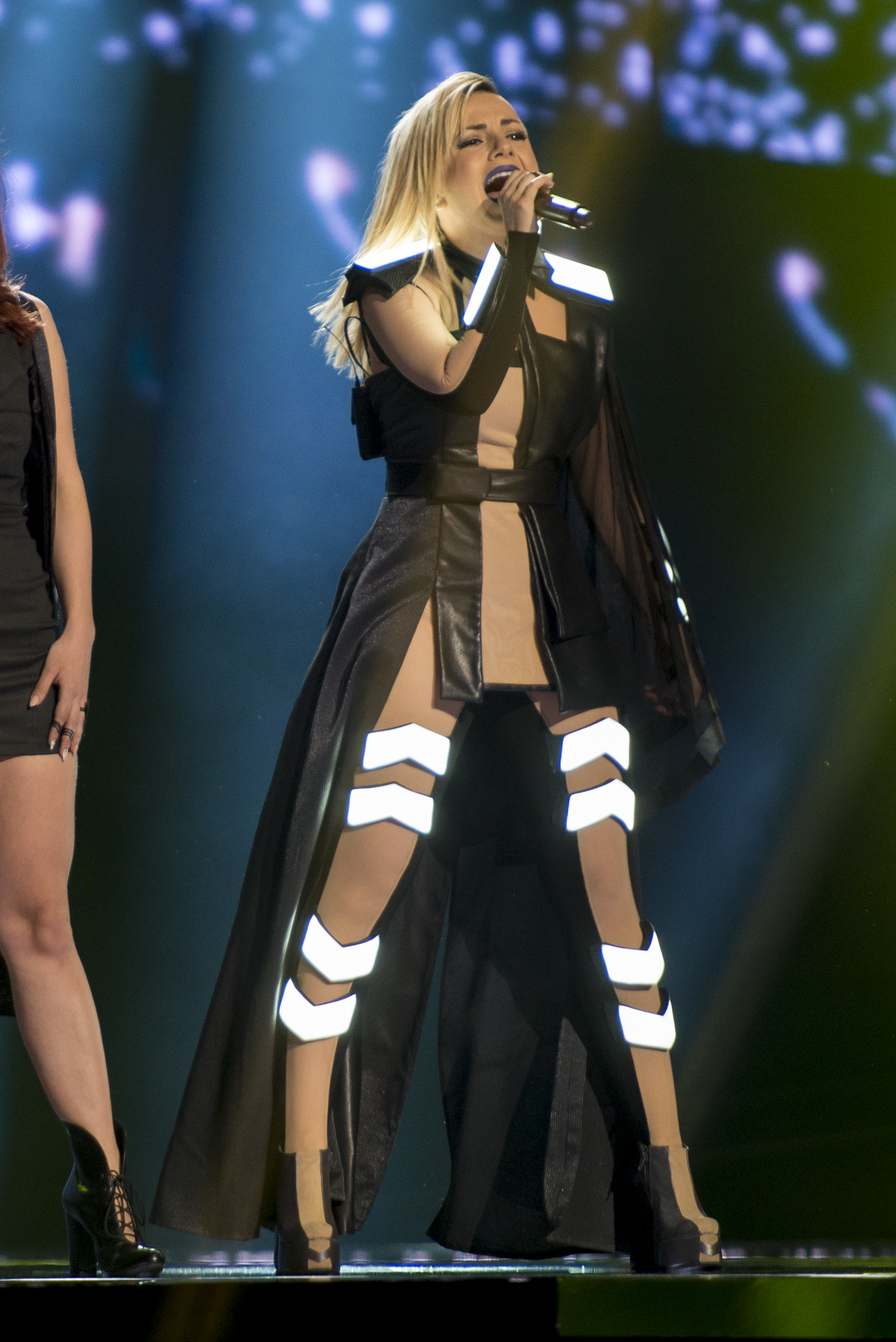
La chanteuse Poli Genova représentant la Bulgarie avec sa chanson "If Love Was A Crime".

La Bulgarie annonce le 13 janvier 2016 que le représentant du pays sera sélectionné en interne.
Le 19 février 2016, le télédiffuseur bulgare BNT annonce que Poli Genova, qui a déjà représenté la Bulgarie au Concours Eurovision de la Chanson 2011 à Düsseldorf, représentera une nouvelle fois le pays au concours à Stockholm en mai 2016.
Sa chanson If Love Was A Crime est présentée le 21 mars 2016.

## À l'Eurovision
La Bulgarie a participé à la seconde demi-finale, le 12 mai 2016. Arrivé en 5e position avec 220 points, le pays se qualifie pour la finale. C'est la deuxième apparition du pays en finale après 2007. Lors de la finale, le pays termine 4e avec un total de 307 points, battant le record d' Elitsa Todorova  et Stoyan qui avaient terminés 5es en 2007.